# Monumento a Ettore Socci
Il monumento a Ettore Socci è un monumento situato in piazza Socci a Grosseto.

## Storia
Il busto in bronzo fu realizzato nel 1907 in memoria di Ettore Socci, eletto più volte deputato nel collegio di Grosseto, che ebbe un ruolo decisivo nell'abolizione della secolare estatatura del 1897. La scultura fu commissionata dal Comune di Grosseto, con un costo di 200 lire, allo scultore Emilio Gallori, amico stesso del deputato, e venne realizzata nello stabilimento Bertinelli di Roma. L'inaugurazione avvenne il 24 novembre 1907.
Durante la seconda guerra mondiale, nel 1943 il busto venne requisito e fuso, nel quadro dell'approvvigionamento di metalli da impiegare per la costruzione degli armamenti. Nel 1947 lo scultore Tolomeo Faccendi fece un nuovo busto, su commissione dell'amministrazione comunale, che venne riposizionato nello stesso punto del precedente; per realizzare il nuovo monumento, Faccendi riutilizzò il bronzo ricavato dalla fusione del busto di Benito Mussolini, che era stato acquistato dal comune nel 1935.
Una copia in ferro venne fusa nella fonderia di Follonica per iniziativa di Nicola Guerrazzi e posta sul lungomare Italia.

## Descrizione
Il monumento consiste di un busto in bronzo posto su un piedistallo in marmo bianco, su cui sono scolpite le parole: